# رويل ريني
رويل ريني (بالهولندية: Roel Reiné) هو مخرج أفلام هولندي ولد بتاريخ 15 يوليو 1970 في أيندهوفن.

## أعماله
قام بإخراج عدة أفلام ومسلسلات منها دب وسباق الموت 2 وسباق الموت 3 وميت في القبر والمدانون 2 والبحرية 2 و12 جولة 2.

## وصلات خارجية
- رويل ريني على موقع IMDb (الإنجليزية)
- رويل ريني على موقع ألو سيني (الفرنسية)
- رويل ريني على موقع أول موفي (الإنجليزية)
- رويل ريني على موقع قاعدة بيانات الأفلام السويدية (السويدية)
- رويل ريني على موقع قاعدة بيانات الأفلام السويدية (السويدية)
- رويل ريني على موقع قاعدة بيانات الفيلم (الإنجليزية)
- رويل ريني على موقع كينوبويسك (الروسية)
- رويل ريني على موقع كينوبويسك (الروسية)

صفحته على IMDb